# هیوگو ویسلاندر
هیوگو ویسلاندر (سوئدی: Hugo Wieslander؛ ۱۱ ژوئن ۱۸۸۹ – ۲۴ مه ۱۹۷۶) ورزشکار دهگانه اهل سوئد بود.
وی در مسابقات کشوری و بین‌المللی در مجموع برندهٔ ۱ مدال طلا شده‌است.